# Arcterigone pilifrons
Arcterigone pilifrons là một loài nhện trong họ Linyphiidae. Chúng được Ludwig Carl Christian Koch miêu tả năm 1879 và được tìm thấy ở Canada và Nga.